# Kurs
|  | Denne artikel omhandler betydningen inden for navigation. For prisen på værdipapirer og fremmed valuta, se kurs (økonomi). |
Udtrykket kurs anvendes inden for navigation, primært i skibsfart og luftfart, om den retning, et fartøj bevæger sig i. Kursen er oftest udtrykt i forhold til en 360°-skala, hvor 0°/360° er nord, 90° er øst, 180° er syd og 270° er vest.
Indenfor maritim navigation findes udtryk som: Styret kurs, som er den kurs, skibet stævner. Sejlet kurs er den kurs, skibet kommer frem gennem vandet, som kan være anderledes end den styrede kurs, når der er sætning og/eller afdrift. Den beholdne kurs er den kurs, skibet kommer frem over havbunden.
| Vandsport/vandtransport | Spire Denne vandsports- eller vandtransportsartikel er en spire som bør udbygges. Du er velkommen til at hjælpe Wikipedia ved at udvide den. |